# Coupe de France de futsal 1994-1995
Navigation
1995-1996
La Coupe nationale futsal 1994-1995 est la première édition de la Coupe de France de futsal.
À Villeurbanne, la finale voit s'opposer le club local de l'AS Saint-Priest et les franciliens de l'OC Le Perreux-Joinville. Le premier remporte le match et donc la première compétition nationale de futsal en France (3-1).

## Création de la compétition
En 1994, la Fédération française de football inaugure la Coupe Nationale de Futsal, vitrine du « nouveau » football en salle de la FFF. Seule compétition de ce sport à la FFF, cette compétition à vocation nationale a pour but de développer cette discipline en France, allant de pair avec les rendez-vous « foot-salle » à Bercy de RMC.

## Finale
La finale voit l’AS Saint-Priest,, club de football à 11, l'emporter à Villeurbanne face à l’OC Le Perreux-Joinville (3-1),,,,.
| Entraîneur :  |
| Bernard David |

| Entraîneur :  |
| Bernard David |

Bernard David, entraîneur d’alors, se souvient : « C'est Jean-Pierre Capon, dirigeant du club proche de la Ligue qui avait insisté pour qu’on s’inscrive à cette épreuve. On était en course pour la montée en N1 mais on avait quand même fait les choses sérieusement. Surtout, au fil des tours, on s’était pris au jeu avec au passage une victoire contre La Duchère (6-1). J’avais aussi des joueurs doués pour cette discipline. La preuve, certains avaient ensuite été appelés en équipe de France. ».
La saison suivante, le même groupe manque de conserver son titre, ne s’inclinant qu’en finale face à US Village Olympique Grenoble.